# Nebelhorn Trophy de 2013

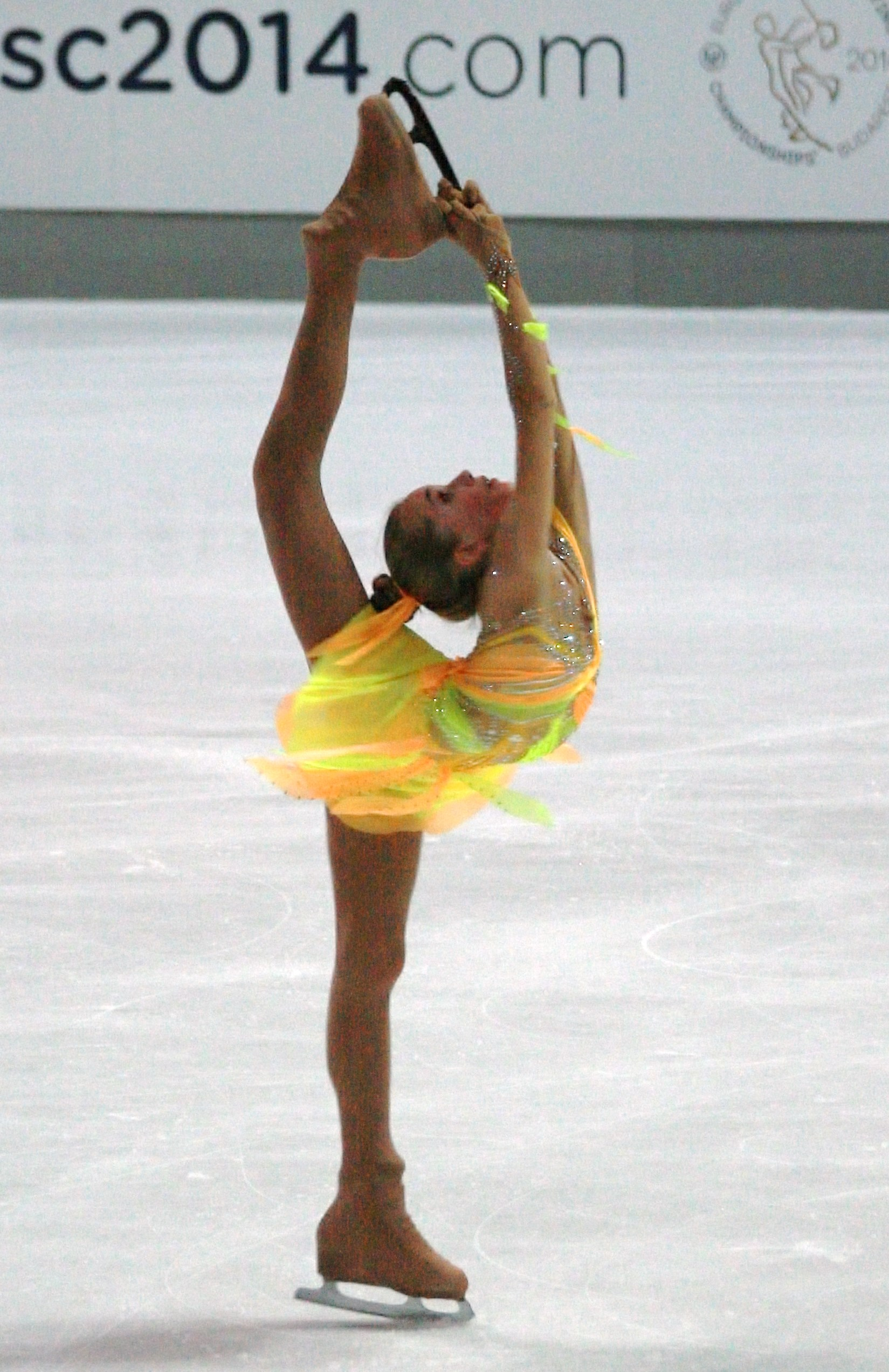
2013 Nebelhorn Trophy winner Elena Radionova

Nebelhorn Trophy de 2013 foi a quadragésima quinta edição do Nebelhorn Trophy, um evento anual de patinação artística no gelo organizado pela União Alemã de Patinação no Gelo (em alemão:  Deutsche Eislauf-Union). A competição foi disputada entre os dias 26 de setembro e 28 de setembro, na cidade de Oberstdorf, Alemanha. A competição foi o último evento qualificatório da patinação artística para os Jogos Olímpicos de Inverno de 2014.

## Eventos
- Individual masculino
- Individual feminino
- Duplas
- Dança no gelo

## Medalhistas
| Evento                        | Ouro                                               | Prata                                    | Bronze                                      |
| Individual masculino detalhes | Nobunari Oda · Japão                               | Jason Brown · Estados Unidos             | Jeremy Ten · Canadá                         |
| Individual feminino detalhes  | Elena Radionova · Rússia                           | Miki Ando · Japão                        | Ashley Cain · Estados Unidos                |
| Duplas detalhes               | Tatiana Volosozhar · Maxim Trankov · Rússia        | Maylin Wende · Daniel Wende · Alemanha   | Mari Vartmann · Aaron Van Cleave · Alemanha |
| Dança no gelo detalhes        | Madison Hubbell · Zachary Donohue · Estados Unidos | Ksenia Monko · Kirill Khaliavin · Rússia | Alexandra Paul · Mitchell Islam · Canadá    |

## Resultados
Legenda
| † | Classificou o país para os Jogos Olímpicos.                                             |
| ¶ | O país conquistou a vaga para os Jogos Olímpicos através do Campeonato Mundial de 2013. |

### Individual masculino
| Pos.              | Nome                       | Nacionalidade   | Pontos | PC         | PL          |
| ----------------- | -------------------------- | --------------- | ------ | ---------- | ----------- |
| Medalha de ouro   | Nobunari Oda               | Japão¶          | 262.98 | 87.34 (1)  | 175.64 (1)  |
| Medalha de prata  | Jason Brown                | Estados Unidos¶ | 228.43 | 79.41 (2)  | 149.02 (2)  |
| Medalha de bronze | Jeremy Ten                 | Canadá¶         | 205.56 | 76.49 (3)  | 129.07 (5)  |
| 4                 | Artur Dmitriev, Jr.        | Rússia¶         | 201.74 | 73.39 (4)  | 128.35 (7)  |
| 5                 | Alexei Bychenko            | Israel†         | 197.46 | 64.50 (8)  | 132.96 (3)  |
| 6                 | Zoltán Kelemen             | Romênia†        | 194.08 | 65.52 (6)  | 128.56 (6)  |
| 7                 | Michael Christian Martinez | Filipinas†      | 189.46 | 61.55 (11) | 127.91 (8)  |
| 8                 | Brendan Kerry              | Austrália†      | 188.67 | 67.97 (5)  | 120.70 (12) |
| 9                 | Yakov Godorozha            | Ucrânia†        | 188.26 | 63.68 (9)  | 124.58 (9)  |
| 10                | Paul Bonifacio Parkinson   | Itália†         | 184.07 | 63.37 (10) | 120.70 (13) |
| 11                | Maciej Cieplucha           | Polônia         | 179.24 | 58.26 (15) | 120.98 (10) |
| 12                | Luiz Manella               | Brasil          | 178.62 | 48.67 (24) | 129.95 (4)  |
| 13                | Justus Strid               | Dinamarca       | 176.19 | 55.28 (17) | 120.91 (11) |
| 14                | Kim Lucine                 | Mônaco          | 172.66 | 59.28 (13) | 113.38 (16) |
| 15                | Stéphane Walker            | Suíça           | 169.26 | 60.50 (12) | 108.76 (19) |
| 16                | Stanislav Samohin          | Israel          | 168.01 | 58.64 (14) | 109.37 (18) |
| 17                | Pavel Ignatenko            | Bielorrússia    | 166.60 | 51.71 (22) | 114.89 (15) |
| 18                | Martin Rappe               | Alemanha¶       | 166.17 | 54.49 (18) | 111.68 (17) |
| 19                | Valtter Virtanen           | Finlândia       | 162.56 | 55.55 (16) | 107.01 (20) |
| 20                | Kim Jin-seo                | Coreia do Sul   | 161.29 | 44.92 (30) | 116.37 (14) |
| 21                | Ondrej Spiegl              | Suécia¶         | 158.08 | 52.50 (19) | 105.58 (21) |
| 22                | Manol Atanassov            | Bulgária        | 152.28 | 51.73 (21) | 100.55 (23) |
| 23                | Bela Papp                  | Finlândia       | 151.76 | 52.34 (20) | 99.42 (24)  |
| 24                | Hyon Choe                  | Coreia do Norte | 151.24 | 48.78 (23) | 102.46 (22) |
| 25                | Matthew Parr               | Reino Unido     | 144.64 | 47.21 (27) | 97.43 (25)  |
| 26                | Ronald Lam                 | Hong Kong       | 144.18 | 64.55 (7)  | 79.63 (28)  |
| 27                | Jordan Ju                  | Taipé Chinesa   | 144.09 | 47.57 (26) | 96.52 (26)  |
| 28                | Slavik Hayrapetyan         | Armênia         | 133.77 | 47.90 (25) | 85.87 (27)  |
| 29                | Ali Demirboga              | Turquia         | 126.58 | 47.04 (28) | 79.54 (29)  |
| 30                | Saulius Ambrulevicius      | Lituânia        | 121.62 | 46.68 (29) | 74.94 (33)  |
| 31                | Marton Marko               | Hungria         | 118.65 | 42.49 (31) | 76.16 (31)  |
| 32                | Fabriczio Carrillo         | México          | 116.85 | 41.01 (32) | 75.84 (32)  |
| 33                | Josip Gluhak               | Croácia         | 114.88 | 36.91 (33) | 77.97 (30)  |
| 34                | Conor Stakelum             | Irlanda         | 96.23  | 30.15 (34) | 66.08 (34)  |

### Individual feminino
| Pos.              | Nome                          | Nacionalidade     | Pontos | PC         | PL         |
| ----------------- | ----------------------------- | ----------------- | ------ | ---------- | ---------- |
| Medalha de ouro   | Elena Radionova               | Rússia¶           | 188.21 | 64.69 (1)  | 123.52 (1) |
| Medalha de prata  | Miki Ando                     | Japão¶            | 162.86 | 59.79 (2)  | 103.07 (4) |
| Medalha de bronze | Ashley Cain                   | Estados Unidos¶   | 162.39 | 57.87 (3)  | 104.52 (2) |
| 4                 | Veronik Mallet                | Canadá¶           | 159.67 | 55.79 (4)  | 103.88 (3) |
| 5                 | Brooklee Han                  | Austrália†        | 147.16 | 48.74 (10) | 98.42 (5)  |
| 6                 | Elene Gedevanishvili          | Geórgia†          | 144.80 | 51.59 (6)  | 93.21 (7)  |
| 7                 | Anne Line Gjersem             | Noruega†          | 142.87 | 48.35 (11) | 94.52 (6)  |
| 8                 | Nathalie Weinzierl            | Alemanha¶         | 137.36 | 54.60 (5)  | 82.76 (11) |
| 9                 | Kerstin Frank                 | Áustria†          | 137.03 | 48.81 (9)  | 88.22 (9)  |
| 10                | Elizaveta Ukolova             | República Tcheca† | 136.72 | 50.93 (7)  | 85.79 (10) |
| 11                | Jelena Glebova                | Estônia¶          | 134.74 | 46.27 (14) | 88.47 (8)  |
| 12                | Isadora Williams              | Brasil†           | 130.08 | 50.35 (8)  | 79.73 (14) |
| 13                | Inga Janulevičiūtė            | Lituânia          | 128.19 | 45.74 (15) | 82.45 (12) |
| 14                | Juulia Turkkila               | Finlândia         | 121.82 | 40.63 (19) | 81.19 (13) |
| 15                | Fleur Maxwell                 | Luxemburgo        | 119.71 | 47.13 (13) | 72.58 (21) |
| 16                | Reyna Hamui                   | México            | 117.31 | 40.17 (21) | 77.14 (15) |
| 17                | Alina Fjodorova               | Letônia           | 116.50 | 41.40 (17) | 75.10 (17) |
| 18                | Alisson Krystle Perticheto    | Filipinas         | 113.48 | 45.17 (16) | 68.31 (25) |
| 19                | Dasa Grm                      | Eslovênia         | 112.67 | 38.58 (22) | 74.09 (18) |
| 20                | Crystal Kiang                 | Taipé Chinesa     | 110.68 | 36.62 (25) | 74.06 (19) |
| 21                | Anna Afonkina                 | Bulgária          | 110.07 | 34.15 (29) | 75.92 (16) |
| 22                | Kaat Van Daele                | Bélgica           | 110.01 | 47.87 (12) | 62.14 (29) |
| 23                | Tina Stuerzinger              | Suíça             | 109.72 | 35.91 (26) | 73.81 (20) |
| 24                | Michelle Couwenberg           | Países Baixos     | 108.69 | 36.81 (24) | 71.88 (23) |
| 25                | Anita Madsen                  | Dinamarca         | 108.60 | 38.15 (23) | 70.45 (24) |
| 26                | Sonia Lafuente                | Espanha           | 107.30 | 40.46 (20) | 66.84 (26) |
| 27                | Danielle Montalbano           | Israel            | 106.69 | 34.32 (28) | 72.37 (22) |
| 28                | Sabina Mariuta                | Romênia           | 106.62 | 41.12 (18) | 65.50 (27) |
| 29                | Isabella Schuster-Velissariou | Grécia            | 97.42  | 34.99 (27) | 62.43 (28) |
| 30                | Ami Parekh                    | Índia             | 94.54  | 33.77 (32) | 60.77 (30) |
| 31                | Lejeanne Marais               | África do Sul     | 94.52  | 33.80 (31) | 60.72 (31) |
| 32                | Birce Atabey                  | Turquia           | 90.73  | 34.14 (30) | 56.59 (33) |
| 33                | Clara Peters                  | Irlanda           | 87.25  | 28.30 (35) | 58.95 (32) |
| 34                | Chelsea Rose Chiappa          | Hungria           | 86.41  | 31.59 (34) | 54.82 (34) |
| 35                | Sandra Ristivojevic           | Sérvia            | 80.32  | 32.44 (33) | 47.88 (35) |

### Duplas
| Pos.              | Nome                                    | Nacionalidade   | Pontos | PC         | PL         |
| ----------------- | --------------------------------------- | --------------- | ------ | ---------- | ---------- |
| Medalha de ouro   | Tatiana Volosozhar / Maxim Trankov      | Rússia¶         | 231.96 | 81.65 (1)  | 150.31 (1) |
| Medalha de prata  | Maylin Wende / Daniel Wende             | Alemanha¶       | 174.88 | 61.00 (2)  | 113.88 (2) |
| Medalha de bronze | Mari Vartmann / Aaron Van Cleave        | Alemanha¶       | 162.81 | 56.70 (4)  | 106.11 (3) |
| 4                 | Annabelle Prölß / Ruben Blommaert       | Alemanha¶       | 158.38 | 55.24 (5)  | 103.14 (4) |
| 5                 | Lindsay Davis / Rockne Brubaker         | Estados Unidos¶ | 156.91 | 54.04 (6)  | 102.87 (5) |
| 6                 | Natasha Purich / Mervin Tran            | Canadá¶         | 156.15 | 56.71 (3)  | 99.44 (6)  |
| 7                 | Stacey Kemp / David King                | Reino Unido†    | 146.30 | 51.33 (7)  | 94.97 (7)  |
| 8                 | Elizaveta Usmantseva / Roman Talan      | Ucrânia†        | 141.45 | 47.50 (9)  | 93.95 (8)  |
| 9                 | Natalja Zabijako / Alexandr Zaboev      | Estônia†        | 138.87 | 45.08 (11) | 93.79 (9)  |
| 10                | Andrea Davidovich / Evgeni Krasnopolski | Israel†         | 133.86 | 40.83 (15) | 93.03 (10) |
| 11                | Narumi Takahashi / Ryuichi Kihara       | Japão           | 129.54 | 49.42 (8)  | 80.12 (13) |
| 12                | Miriam Ziegler / Severin Kiefer         | Áustria         | 124.93 | 45.69 (10) | 79.24 (14) |
| 13                | So Hyang Pak / Nam I Song               | Coreia do Norte | 123.54 | 42.53 (13) | 81.01 (11) |
| 14                | Maria Paliakova / Nikita Bochkov        | Bielorrússia    | 120.93 | 40.31 (16) | 80.62 (12) |
| 15                | Magdalena Klatka / Radosław Chruściński | Polônia         | 120.90 | 43.65 (12) | 77.25 (15) |
| 16                | Elizaveta Makarova / Leri Kenchadze     | Bulgária        | 115.29 | 41.30 (14) | 73.99 (16) |
| 17                | Ronja Roll / Gustav Forsgren            | Suécia          | 107.65 | 38.80 (17) | 68.85 (17) |
| 18                | Veronica Grigorieva / Aritz Maestu      | Espanha         | 98.60  | 33.74 (18) | 64.86 (18) |
| 19                | Olga Bestandigova / Ilhan Mansiz        | Turquia         | 81.94  | 33.14 (19) | 48.80 (19) |

### Dança no gelo
| Pos.              | Nome                                           | Nacionalidade    | Pontos | DC         | DL         |
| ----------------- | ---------------------------------------------- | ---------------- | ------ | ---------- | ---------- |
| Medalha de ouro   | Madison Hubbell / Zachary Donohue              | Estados Unidos¶  | 147.11 | 56.53 (2)  | 90.58 (1)  |
| Medalha de prata  | Ksenia Monko / Kirill Khaliavin                | Rússia¶          | 142.14 | 55.90 (3)  | 86.24 (2)  |
| Medalha de bronze | Alexandra Paul / Mitchell Islam                | Canadá¶          | 141.99 | 59.06 (1)  | 82.93 (3)  |
| 4                 | Huang Xintong / Zheng Xun                      | China†           | 133.90 | 51.16 (5)  | 82.74 (4)  |
| 5                 | Alisa Agafonova / Alper Ucar                   | Turquia†         | 127.53 | 51.51 (4)  | 76.02 (7)  |
| 6                 | Danielle O'Brien / Gregory Merriman            | Austrália†       | 127.20 | 50.52 (6)  | 76.68 (6)  |
| 7                 | Cathy Reed / Chris Reed                        | Japão†           | 126.97 | 48.41 (8)  | 78.56 (5)  |
| 8                 | Sara Hurtado / Adrià Díaz                      | Espanha†         | 119.76 | 46.68 (10) | 73.08 (11) |
| 9                 | Federica Testa / Lukas Csolley                 | Eslováquia       | 118.93 | 48.30 (9)  | 70.63 (14) |
| 10                | Justyna Plutowska / Peter Gerber               | Polônia          | 118.86 | 43.88 (14) | 74.98 (8)  |
| 11                | Angelina Telegina / Otar Japaridze             | Geórgia          | 118.66 | 45.47 (13) | 73.19 (10) |
| 12                | Shari Koch / Christian Nüchtern                | Alemanha¶        | 118.11 | 49.17 (7)  | 68.94 (17) |
| 13                | Henna Lindholm / Ossi Kanervo                  | Finlândia        | 117.98 | 45.68 (12) | 72.30 (12) |
| 14                | Ramona Elsener / Florian Roost                 | Suíça            | 115.59 | 46.27 (11) | 69.32 (16) |
| 15                | Siobhan Heekin-Canedy / Dmitri Dun             | Ucrânia¶         | 113.73 | 39.91 (16) | 73.82 (9)  |
| 16                | Gabriela Kubová / Matěj Novák                  | República Tcheca | 111.17 | 39.24 (18) | 71.93 (13) |
| 17                | Dóra Turóczi / Balázs Major                    | Hungria          | 109.95 | 39.74 (17) | 70.21 (15) |
| 18                | Allison Reed / Vasili Rogov                    | Israel           | 109.91 | 42.64 (15) | 67.27 (18) |
| 19                | Irina Shtork / Taavi Rand                      | Estônia          | 106.21 | 39.06 (19) | 67.15 (19) |
| 20                | Kira Geil / Tobias Eisenbauer                  | Áustria          | 99.09  | 36.75 (20) | 62.34 (20) |
| 21                | Pilar Maekawa Moreno / Leonardo Maekawa Moreno | México           | 91.72  | 32.03 (22) | 59.69 (21) |
| 22                | Lesia Volodenkova / Vitali Vakunov             | Bielorrússia     | 78.89  | 33.26 (21) | 45.63 (22) |

## Quadro de medalhas
| Ordem | País           | Medalha de ouro | Medalha de prata | Medalha de bronze |    | Ordem por total |
| ----- | -------------- | --------------- | ---------------- | ----------------- | -- | --------------- |
| 1     | Rússia         | 2               | 1                |                   | 3  | 1               |
| 2     | Estados Unidos | 1               | 1                | 1                 | 3  | 1               |
| 3     | Japão          | 1               | 1                |                   | 2  | 3               |
| 4     | Alemanha       |                 | 1                | 1                 | 2  | 3               |
| 5     | Canadá         |                 |                  | 2                 | 2  | 3               |
| TOTAL | TOTAL          | 4               | 4                | 4                 | 12 | —               |